# 吳湜
吳湜（1434年—？），字一清，直隸徽州府歙縣人，民籍，明朝政治人物。同進士出身。

## 生平
成化四年（1468年）戊子科應天府鄉試第七十一名。成化十四年（1478年）戊戌科會試第二百十一名，殿試登進士第三甲第十四名。

## 家族
曾祖父吳天保。祖父吳泰童。父亲吳惠祖。母凌氏。具慶下。弟溥、漟、汶。娶曹氏。